# چارلی دیکسون (زاده ۱۹۰۳, بازیکن فوتبال اهل انگلستان)
چارلی دیکسون (انگلیسی: Charlie Dixon; ۱۶ ژوئن ۱۹۰۳ – ۱ مارس ۱۹۸۳) بازیکن فوتبال اهل بریتانیا بود.
از باشگاه‌هایی که در آن بازی کرده‌است می‌توان به باشگاه فوتبال نلسون، باشگاه فوتبال ساوتپورت، باشگاه فوتبال ساندرلند، و باشگاه فوتبال ای‌اف‌سی بورنموث اشاره کرد.